# Іриней (патріарх Сербський)
Патріарх Іриней (серб. Патријарх Иринеј), в миру Мирослав Гаврилович (серб. Мирослав Гавриловић), 28 серпня 1930, село Видова під містом Чачак, Сербія — 20 листопада 2020, Белград) — єпископ Сербської православної церкви; з 22 січня 2010 по 20 листопада 2020 предстоятель Сербської православної церкви — архієпископ Печський, митрополит Белград-Карловацький.

## Життєпис
Закінчив гімназію в м. Чачак, духовну семінарію в м. Призрене, Богословський факультет Белградського університету.
Після закінчення факультету служив у війську, а незабаром після закінчення служби, був призначений викладачем (суплентом) у Призренську семінарію. Перед вступом на посаду, у жовтні 1959 року прийняв чернечий постриг від патріарха Германа у Раковицькому монастирі і був названий Іринеєм.
27 жовтня 1959 був висвячений в чин ієромонаха в Ружицькому храмі під Калемегданом.
Прослуживши викладачем Призренскої семінарії, вступив в аспірантуру міста Афіни.
1969 року Іриней був призначений розпорядником чернечої школи Острозького монастиря, а потім ректором Призренскої семінарії.
1974-го був обраний вікарним єпископом Патріарха Сербського з титулом єпископа Моравіцького, а 1975 — єпископом Нішським.
Кілька разів обирався членом Священного архієрейського синоду Сербської православної церкви.
22 січня 2010 обраний патріархом Сербської православної церкви; його ім'я було визначено за результатами так званого апостольського жереба.
Візит Папи Франциска (який вважається політично корисним для боротьби Сербії проти міжнародного визнання Косова) знову обговорювався на травень 2016 року, але президент Сербії Томіслав Ніколіч скасував його, почувши негативну думку православної церкви Іринея. У липні 2018 року Іриней підтвердив, що це все ще не найкращий момент для візиту Папи до Сербії, "через все, що сталося в минулому, і величезну кількість [сербських] біженців з Хорватії, значна частина нації налаштована проти цього."
У 2017 році, коли прем'єр-міністром Сербії була призначена Ана Брнабич, перша відкрита гомосексуальна особа на цій посаді, Іриней не став відкрито критикувати вибір президента Сербії Александара Вучича: "Сербська Православна Церква не заглядає в чужі вікна і не займається приватним життям державних чиновників, - йдеться в прес-релізі. "Вкрай безвідповідально виносити в ЗМІ скандальні подробиці або чиїсь особисті спокуси і тим самим наражати людей на потенційну небезпеку. Церква ніколи не засуджує. Вона засуджує тільки гріх, тільки зло і жаліє людину"[4].
На початку листопада 2020 року Іриней відвідував похорони митрополита Амфілохія, який помер від коронавірусу. Тоді на похоронах у чорногорській столиці Подгоріці, зібралася велика кількість людей, багато яких були без масок, попри зростання кількості хворих на коронавірус. Після цього у мережу опублікували відеоролик, як Іриней на похоронах Амфілохія постійно кашляє.
4 листопада потрапив у лікарню із Covid-19. Деякі ЗМІ 19 листопада заявили про його смерть, проте у Сербському патріархаті зазначили, що патріарх живий і його стан важкий. Він підключений до апаратів ШВЛ. Зранку 20 листопада на сайті Сербської ПЦ з'явилось офіційне повідомлення про смерть. Свої співчуття висловив предстоятель ПЦУ митрополит Епіфаній.

## Нагороди
- Орден князя Ярослава Мудрого I ст. (Україна, 27 липня 2013) — за визначну церковну діяльність, спрямовану на піднесення авторитету православ'я у світі, та з нагоди відзначення в Україні 1025-річчя хрещення Київської Русі[10]